# 艾倫細鰨
艾倫細鰨為輻鰭魚綱鰈形目鰨亞目鰨科的其中一種，為熱帶淡水魚，分布於亞洲新幾內亞淡水水域，棲息深度0-1公尺，體長可達8.6公分，棲息在溪流底層水域，生活習性不明。

## 扩展阅读
維基物種上的相關：艾倫細鰨